# Collegio di Filton and Bradley Stoke
Filton and Bradley Stoke è un collegio elettorale inglese situato in Avon e rappresentato alla camera dei Comuni del parlamento del Regno Unito. Elegge un membro del parlamento con il sistema maggioritario a turno unico; l'attuale parlamentare è Claire Hazelgrove del Partito Laburista, che rappresenta il collegio dal 2024.

## Storia

Filton and Bradley Stoke dal 2010 al 2024

Il collegio fu creato dalla Boundary Commission for England per le elezioni generali del 2010. Il collegio fu costituito prendendo parti dei collegi di Bristol North West, Kingswood e Northavon.
I ward elettorali utilizzati per creare il collegio per le elezioni del 2010 furono:
- Almondsbury, Bradley Stoke South, Bradley Stoke Central & Stoke Lodge, Bradley Stoke North, Downend, Filton, Frenchay & Stoke Park, Patchway, Pilning and Severn Beach, Staple Hill, Stoke Gifford e Winterbourne, tutti nel distretto unitario del South Gloucestershire.

Dal 2024 il collegio è costituito dai seguenti ward del South Gloucestershire: Bradley Stoke North, Bradley Stoke South, Charlton and Cribbs, Emersons Green, Filton, Frenchay and Downend, Patchway Coniston, Stoke Gifford, Stoke Park & Cheswick e Winterbourne.

## Membri del parlamento
| Elezione | Elezione | Deputato          | Partito      |
| -------- | -------- | ----------------- | ------------ |
|          | 2010     | Jack Lopresti     | Conservatore |
|          | 2024     | Claire Hazelgrove | Laburista    |

## Elezioni

### Elezioni negli anni 2020
| Partito                    | Partito                                           | Candidato                  | Risultati 4 luglio 2024 | Risultati 4 luglio 2024 |
| Partito                    | Partito                                           | Candidato                  | Voti                    | %                       |
| -------------------------- | ------------------------------------------------- | -------------------------- | ----------------------- | ----------------------- |
|                            | Laburista                                         | Claire Hazelgrove          | 22 905                  | 45,48                   |
|                            | Conservatore                                      | Jack Lopresti              | 12 905                  | 25,62                   |
|                            | Reform UK                                         | Stephen Burge              | 6 819                   | 13,54                   |
|                            | Verdi                                             | James Nelson               | 4 142                   | 8,22                    |
|                            | Lib Dem                                           | Benet Allen                | 3 596                   | 7,14                    |
|                            |                                                   |                            |                         |                         |
| Iscritti                   | Iscritti                                          | Iscritti                   | 77 847                  | 100,00                  |
| ↳ Votanti (% su iscritti)  | ↳ Votanti (% su iscritti)                         | ↳ Votanti (% su iscritti)  | 50 367                  | 64,70                   |
| ↳ Astenuti (% su iscritti) | ↳ Astenuti (% su iscritti)                        | ↳ Astenuti (% su iscritti) | 27 480                  | 35,30                   |
|                            |                                                   |                            |                         |                         |
|                            | Esito: collegio passa da Conservatore a Laburista |                            |                         |                         |

### Elezioni negli anni 2010
| Partito                    | Partito                                   | Candidato                  | Risultati 12 dicembre 2019 | Risultati 12 dicembre 2019 |
| Partito                    | Partito                                   | Candidato                  | Voti                       | %                          |
| -------------------------- | ----------------------------------------- | -------------------------- | -------------------------- | -------------------------- |
|                            | Conservatore                              | Jack Lopresti              | 26 293                     | 48,92                      |
|                            | Laburista                                 | Mhairi Threlfall           | 20 647                     | 38,41                      |
|                            | Lib Dem                                   | Louise Harris              | 4 992                      | 9,29                       |
|                            | Verdi                                     | Jenny Vernon               | 1 563                      | 2,91                       |
|                            | Citizens Movement Party UK                | Elaine Hardwick            | 257                        | 0,48                       |
|                            |                                           |                            |                            |                            |
| Iscritti                   | Iscritti                                  | Iscritti                   | 74 016                     | 100,00                     |
| ↳ Votanti (% su iscritti)  | ↳ Votanti (% su iscritti)                 | ↳ Votanti (% su iscritti)  | 53 752                     | 72,62                      |
| ↳ Astenuti (% su iscritti) | ↳ Astenuti (% su iscritti)                | ↳ Astenuti (% su iscritti) | 20 264                     | 27,38                      |
|                            |                                           |                            |                            |                            |
|                            | Esito: collegio confermato a Conservatore |                            |                            |                            |

| Partito                    | Partito                                   | Candidato                  | Risultati 8 giugno 2017 | Risultati 8 giugno 2017 |
| Partito                    | Partito                                   | Candidato                  | Voti                    | %                       |
| -------------------------- | ----------------------------------------- | -------------------------- | ----------------------- | ----------------------- |
|                            | Conservatore                              | Jack Lopresti              | 25 339                  | 49,98                   |
|                            | Laburista                                 | Naomi Rylatt               | 21 149                  | 41,71                   |
|                            | Lib Dem                                   | Eva Fielding               | 3 052                   | 6,02                    |
|                            | Verdi                                     | Diana Warner               | 1 162                   | 2,29                    |
|                            |                                           |                            |                         |                         |
| Iscritti                   | Iscritti                                  | Iscritti                   | 72 490                  | 100,00                  |
| ↳ Votanti (% su iscritti)  | ↳ Votanti (% su iscritti)                 | ↳ Votanti (% su iscritti)  | 50 888                  | 70,20                   |
| ↳ Astenuti (% su iscritti) | ↳ Astenuti (% su iscritti)                | ↳ Astenuti (% su iscritti) | 21 602                  | 29,80                   |
|                            |                                           |                            |                         |                         |
|                            | Esito: collegio confermato a Conservatore |                            |                         |                         |

| Partito                    | Partito                                   | Candidato                  | Risultati 7 maggio 2015 | Risultati 7 maggio 2015 |
| Partito                    | Partito                                   | Candidato                  | Voti                    | %                       |
| -------------------------- | ----------------------------------------- | -------------------------- | ----------------------- | ----------------------- |
|                            | Conservatore                              | Jack Lopresti              | 22 920                  | 46,68                   |
|                            | Laburista                                 | Ian Boulton                | 13 082                  | 26,64                   |
|                            | UKIP                                      | Ben Walker                 | 7 261                   | 14,79                   |
|                            | Lib Dem                                   | Pete Bruce                 | 3 581                   | 7,29                    |
|                            | Verdi                                     | Diana Warner               | 2 257                   | 4,60                    |
|                            |                                           |                            |                         |                         |
| Iscritti                   | Iscritti                                  | Iscritti                   | 71 264                  | 100,00                  |
| ↳ Votanti (% su iscritti)  | ↳ Votanti (% su iscritti)                 | ↳ Votanti (% su iscritti)  | 49 101                  | 68,90                   |
| ↳ Astenuti (% su iscritti) | ↳ Astenuti (% su iscritti)                | ↳ Astenuti (% su iscritti) | 22 163                  | 31,10                   |
|                            |                                           |                            |                         |                         |
|                            | Esito: collegio confermato a Conservatore |                            |                         |                         |

| Partito                    | Partito                                         | Candidato                  | Risultati 6 maggio 2010 | Risultati 6 maggio 2010 |
| Partito                    | Partito                                         | Candidato                  | Voti                    | %                       |
| -------------------------- | ----------------------------------------------- | -------------------------- | ----------------------- | ----------------------- |
|                            | Conservatore                                    | Jack Lopresti              | 19 686                  | 40,76                   |
|                            | Laburista                                       | Ian Boulton                | 12 772                  | 26,44                   |
|                            | Lib Dem                                         | Peter Tyzack               | 12 197                  | 25,25                   |
|                            | UKIP                                            | John Knight                | 1 506                   | 3,12                    |
|                            | BNP                                             | David Scott                | 1 328                   | 2,75                    |
|                            | Verdi                                           | Jon Lucas                  | 441                     | 0,91                    |
|                            | Cristiano                                       | Ruth Johnson               | 199                     | 0,41                    |
|                            | —                                               | None of the Above Zero     | 172                     | 0,36                    |
|                            |                                                 |                            |                         |                         |
| Iscritti                   | Iscritti                                        | Iscritti                   | 69 001                  | 100,00                  |
| ↳ Votanti (% su iscritti)  | ↳ Votanti (% su iscritti)                       | ↳ Votanti (% su iscritti)  | 48 301                  | 70,00                   |
| ↳ Astenuti (% su iscritti) | ↳ Astenuti (% su iscritti)                      | ↳ Astenuti (% su iscritti) | 20 700                  | 30,00                   |
|                            |                                                 |                            |                         |                         |
|                            | Esito: collegio a Conservatore (nuovo collegio) |                            |                         |                         |

## Risultati dei referendum

### Referendum sulla permanenza del Regno Unito nell'Unione europea del 2016
|             | Collegio                 | Lasciare UE % | Rimanere in UE % |
| ----------- | ------------------------ | ------------- | ---------------- |
|             | Filton and Bradley Stoke | 47,9%         | 52,1%            |
|             | Inghilterra              | 53,3%         | 46,7%            |
| Regno Unito | 51,9%                    | 48,1%         |                  |